# XLD寒天培地

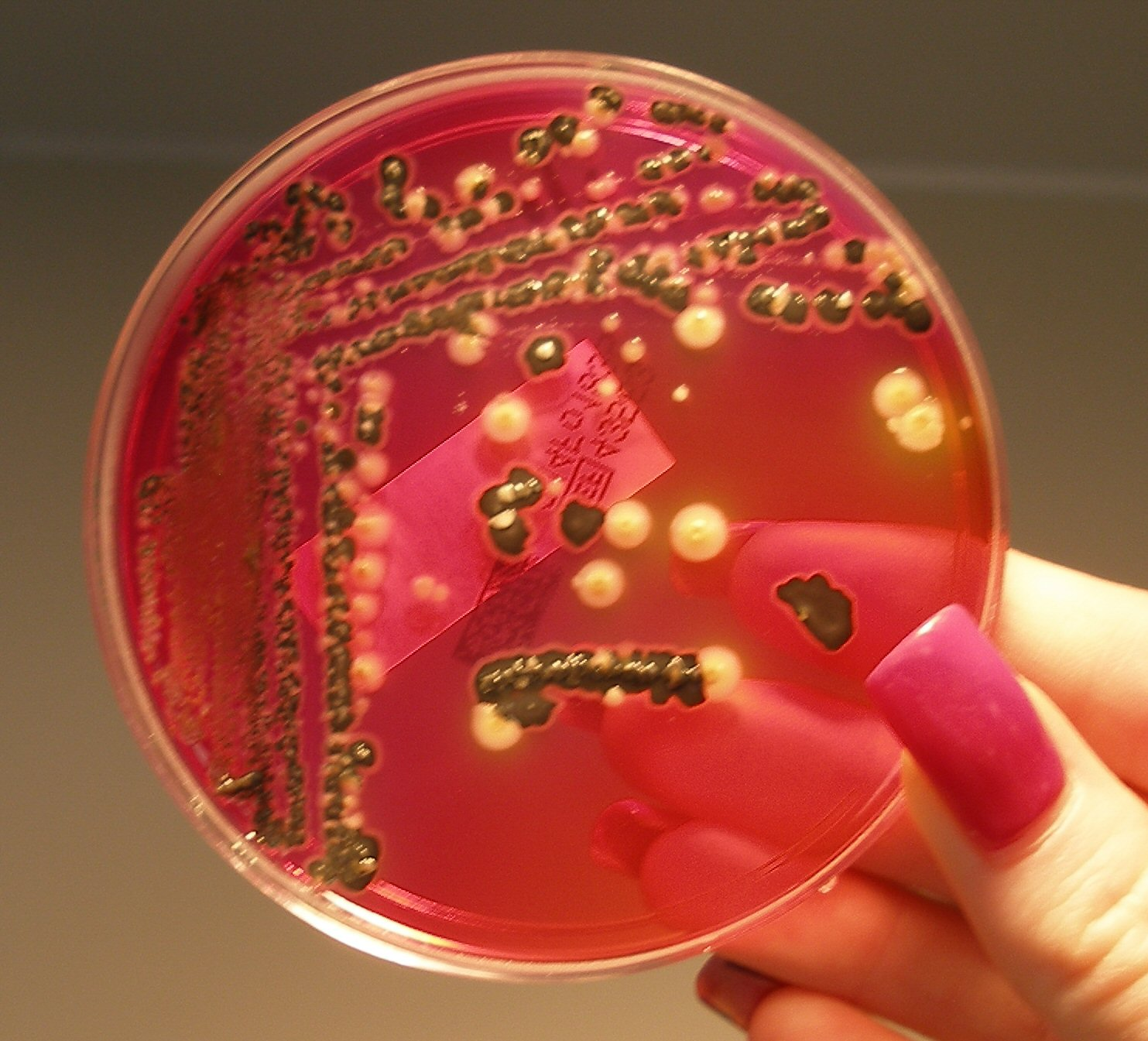
XLD寒天培地上で増殖したサルモネラ

XLD寒天培地（英：Xylose lysine deoxycholate agar、XLD agar）は、臨床検体や食品からサルモネラや赤痢菌を分離する際に用いられる選択増殖培地である。この寒天培地は1965年にWelton Taylorによって開発された。pHは約7.4で、指示薬のフェノールレッドにより鮮やかなピンク色または赤色をしている。糖発酵はpHを低下させ、フェノールレッド指示薬により黄色に変化することでこれを検知する。 サルモネラを含むほとんどの腸内細菌は、糖のキシロースを発酵させて酸を産生することができるが、赤痢菌のコロニーはこれができないため、赤色のままである。キシロースの供給を使い果たしたサルモネラのコロニーはリジンを脱炭酸し、pHを再びアルカリ性に上昇させ、赤痢菌のコロニーのようになる。サルモネラはチオ硫酸を代謝して硫化水素を産生し、これが中心部が黒色のコロニーの形成につながり、同じような色の赤痢菌のコロニーと区別できる。
大腸菌のような他の腸内細菌科は、培地のラクトースを脱炭酸によるpHが戻るのを防ぐ程度まで発酵させ、培地を酸性化して黄色にする。
- サルモネラ：赤色のコロニーで、中心が黒色のものもある。サルモネラ属のコロニーが存在するため、寒天培地自体が赤くなる。
- 赤痢菌：赤色コロニー。
- 大腸菌群：黄色からオレンジ色のコロニー。
- 緑膿菌：ピンク色の、平らで粗いコロニー。このタイプのコロニーは色が似ているため、サルモネラと間違えやすい。

XLD寒天培地の組成：
| 酵母エキス                 | 3g/l    |
| L-リジン                   | 5g/l    |
| キシロース                 | 3.75g/l |
| ラクトース                 | 7.5g/l  |
| スクロース                 | 7.5g/l  |
| デオキシコール酸ナトリウム | 1g/l    |
| 塩化ナトリウム             | 5g/l    |
| チオ硫酸ナトリウム         | 6.8g/l  |
| クエン酸鉄アンモニウム     | 0.8g/l  |
| フェノールレッド           | 0.08g/l |
| 寒天                       | 12.5g/l |

## 関連記事
- 寒天培地
- MRS寒天培地
- R2A寒天培地